# Adrian Branch
Adrian Francis Branch (Washington, 17 novembre 1963) è un ex cestista statunitense, professionista nella NBA, in Europa e in Australia.

## Carriera
È stato selezionato dai Chicago Bulls al secondo giro del Draft NBA 1985 (46ª scelta assoluta).

## Palmarès
- McDonald's All-American Game (1981)
- Campionato NBA: 1

Los Angeles Lakers: 1987